# MD5
O algoritmo de sintetização de mensagem MD5 é uma função hash amplamente utilizada que produz um valor de hash de 128 bits expresso em 32 caracteres. Embora o MD5 tenha sido projetado inicialmente para ser usado como uma função hash criptográfica, foi constatado que ele sofre de extensas vulnerabilidades. Ele ainda pode ser usado como uma soma de verificação para checar a integridade de dados, mas apenas contra corrupção não intencional. Ele permanece adequado para outros fins não criptográficos, por exemplo, para determinar a partição para uma chave específica em um banco de dados particionado.
O MD5 foi projetado por Ronald Rivest em 1991 para substituir uma função hash anterior MD4, e foi especificado em 1992 como RFC 1321.
Um requisito básico de qualquer função de hash criptográfico é que seja computacionalmente inviável encontrar duas mensagens distintas com hash para o mesmo valor. O MD5 falha com esse requisito catastroficamente; essas colisões podem ser encontradas em segundos em um computador doméstico comum.
As fraquezas do MD5 foram exploradas em campo, principalmente pelo malware Flame em 2012. O CMU Software Engineering Institute considera o MD5 essencialmente "criptograficamente quebrado e inadequado para uso posterior". Em 2012, o malware Flame explorou os pontos fracos do MD5 para falsificar uma assinatura digital da Microsoft.
Em 2008, Ronald Rivest e outros, publicaram uma nova versão do algoritmo o MD6 com hash de tamanhos 224, 256, 384 ou 512 bits. O algoritmo MD6 iria participar do concurso para ser o novo algoritmo SHA-3, porém logo depois removeu-o do concurso por considerá-lo muito lento, anunciando que os computadores de hoje são muito lentos para usar o MD6.
A partir de 2019, o MD5 continua sendo amplamente utilizado, apesar de suas fraquezas e depreciação bem documentadas por especialistas em segurança.

## Vulnerabilidade
Como o MD5 faz apenas uma passagem sobre os dados, se dois prefixos com o mesmo hash forem construídos, um sufixo comum pode ser adicionado a ambos para tornar uma colisão mais provável. Deste modo é possível que duas strings diferentes produzam o mesmo hash.
O que não garante que a partir de uma senha codificada em hash específica consiga-se a senha original, mas permite uma possibilidade de descobrir algumas senhas a partir da comparação de um conjunto grande de hash de senhas através do método de comparação de dicionários.

## Pseudocódigo
Segue-se um pseudocódigo para o algoritmo MD5
```
//
Definir r como o seguinte

var
 
int
[64] r, k
r[ 0..15] := {7, 12, 17, 22,  7, 12, 17, 22,  7, 12, 17, 22,  7, 12, 17, 22}
r[16..31] := {5,  9, 14, 20,  5,  9, 14, 20,  5,  9, 14, 20,  5,  9, 14, 20}
r[32..47] := {4, 11, 16, 23,  4, 11, 16, 23,  4, 11, 16, 23,  4, 11, 16, 23}
r[48..63] := {6, 10, 15, 21,  6, 10, 15, 21,  6, 10, 15, 21,  6, 10, 15, 21}
```

```
//
Utilizar a parte inteira dos senos de inteiros como constantes:

for
 i 
from
 0 
to
 63
    k[i] := floor(abs(sin(i + 1)) × 2^32)
```

```
//
Iniciar as variáveis:

var
 
int
 h0 := 0x67452301

var
 
int
 h1 := 0xEFCDAB89

var
 
int
 h2 := 0x98BADCFE

var
 
int
 h3 := 0x10325476
```

```
//
Pre-processamento:

append
 "1" bit 
to
 message

append
 "0" bits 
until
 message length in bits ≡ 448 (mod 512)

append
 bit length of message 
as
 
64-bit little-endian integer
 
to
 message
```

```
//
Processar a mensagem em pedaços sucessivos de 512-bits:

for each
 
512-bit
 chunk 
of
 message
    break chunk into sixteen 32-bit little-endian words w(i), 0 ≤ i ≤ 15
```

```
    
//
Inicializar o valor do hash para este pedaço:

    
var
 
int
 a := h0
    
var
 
int
 b := h1
    
var
 
int
 c := h2
    
var
 
int
 d := h3
```

```
    
//
Loop principal:

    
for
 i 
from
 0 
to
 63
        
if
 0 ≤ i ≤ 15 
then

            f := (b 
and
 c) 
or
 ((
not
 b) 
and
 d)
            g := i
        
else if
 16 ≤ i ≤ 31
            f := (d 
and
 b) 
or
 ((
not
 d) 
and
 c)
            g := (5×i + 1) 
mod
 16
        
else if
 32 ≤ i ≤ 47
            f := b 
xor
 c 
xor
 d
            g := (3×i + 5) 
mod
 16
        
else if
 48 ≤ i ≤ 63
            f := c 
xor
 (b 
or
 (
not
 d))
            g := (7×i) 
mod
 16
```

```
        temp := d
        d := c
        c := b
        b := ((a + f + k[i] + w(g)) 
leftrotate
 r[i]) + b
        a := temp
```

```
    
//
Adicionar este pedaço do hash ao resultado:

    h0 := h0 + a
    h1 := h1 + b
    h2 := h2 + c
    h3 := h3 + d
```

```
var
 
int
 digest := h0 
append
 h1 
append
 h2 
append
 h3 //
(expressed as little-endian)
```

Nota: Ao invés da formulação do RFC 1321 acima exibida, considera-se mais eficiente a seguinte implementação:
```
(0  ≤ i ≤ 15): f := d 
xor
 (b 
and
 (c 
xor
 d))
(16 ≤ i ≤ 31): f := c 
xor
 (d 
and
 (b 
xor
 c))
```

## Hashes MD5
Os hashes MD5 de 128-bit (16-byte) são normalmente representados por uma sequência de 32 caracteres hexadecimais. O seguinte mostra uma string ASCII com 43-bytes e o hash correspondente:
```
 MD5("The quick brown fox jumps over the lazy dog")
  = 9e107d9d372bb6826bd81d3542a419d6
```

Mesmo uma pequena alteração na mensagem vai criar um hash completamente diferente, ex. ao mudar d para c:
```
 MD5("The quick brown fox jumps over the lazy 
c
og")
  = 1055d3e698d289f2af8663725127bd4b
```

O Hash de uma string vazia é:
```
 MD5("")
  = d41d8cd98f00b204e9800998ecf8427e
```

## Salgar (Salting)
Para aumentar a segurança em alguns sistemas, usa-se a tática de adicionar um texto fixo no texto original a ser codificado. Deste modo se o sal for "wiki" e a senha for "1234", a pseudo-senha poderá ser "wiki1234" e assim mesmo que alguém tenha o MD5 de 1234 por ser uma senha comum ele não terá de wiki1234. Porém caso o "sal" seja simples como no exemplo e houver o MD5 de "wiki1234" é possível descobrir o sal e deste modo decodificar as senhas mais comuns. Por este motivo geralmente o "sal" é algo complexo.